# Włodzimierz Rodziewicz

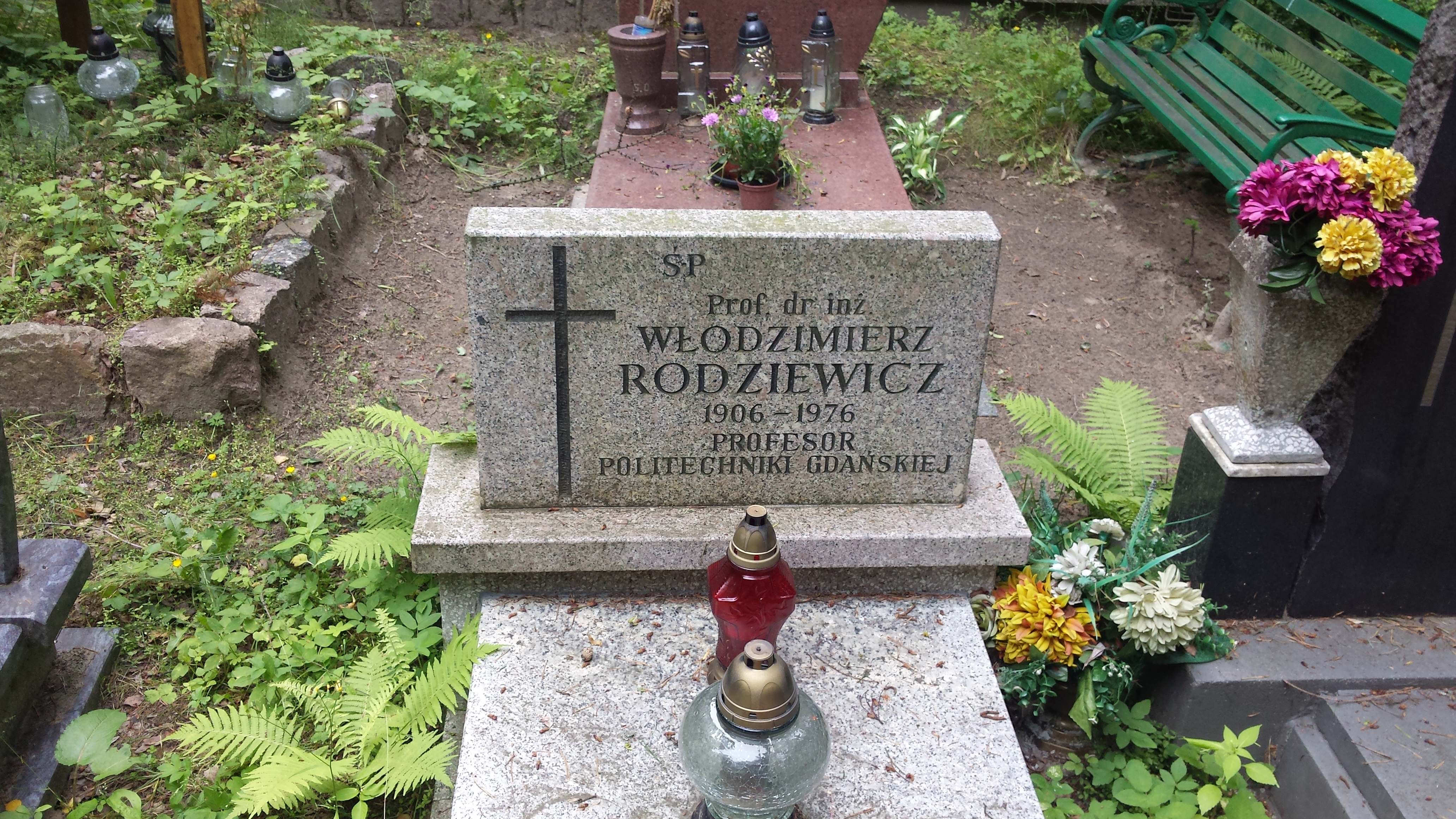
grób prof. Włodzimierza Rodziewicza na cmentarzu Srebrzysko w Gdańsku

Włodzimierz Rodziewicz (ur. 20 sierpnia 1909 w Rożyszczu, zm. 8 marca 1976 w Gdańsku) – polski inżynier, wykładowca Politechniki Warszawskiej, profesor Politechniki Gdańskiej i dziekan Wydziału Chemicznego tej uczelni, specjalista z zakresu chemii związków krzemoorganicznych.

## Działalność naukowa i zawodowa
W 1927 ukończył Państwowe Gimnazjum im. T. Kościuszki w Łucku. Studia wyższe rozpoczął w tym samym roku na Wydziale Matematyczno-Przyrodniczym Uniwersytetu Warszawskiego, a od 1928 studiował na Wydziale Chemicznym Politechniki Warszawskiej, który ukończył w 1934 z tytułem inżyniera chemika. Od września 1934 do jesieni 1938 pracował na Politechnice Warszawskiej. W latach 1938–1939 był organizatorem i kierownikiem Laboratorium Chemicznego Państwowej Fabryki Amunicji nr 2 w Kraśniku. Po wybuchu II wojny światowej do czerwca 1945 mieszkał w Łucku. W latach 1939–1941 pracował w Artelu Inwalidów „Charczowik”, od lipca 1941 do 1942 w Miejskim Zakładzie Higieny, a od października 1942 do 1945 w młynie jako laborant chemiczny. W lipcu 1945 przyjechał do Gdańska. Był w gronie pierwszych wykładowców Wydziału Chemicznego Politechniki Gdańskiej i jego współorganizatorem w 1945. W 1946 mianowany zastępcą profesora, w 1950 – profesorem nadzwyczajnym, a od 1963 – profesorem zwyczajnym.
W 1949 uzyskał doktorat na Wydziale Chemicznym Politechniki Gdańskiej. W 1946–1956 pracował w Akademii Medycznej w Gdańsku (obecnie Gdański Uniwersytet Medyczny) na stanowisku kierownika Katedry Chemii Nieorganicznej i Analitycznej.
Był prodziekanem (1945–1948 i 1950–1951), a następnie dziekanem (1951–1953 i 1958–1962) Wydziału Chemicznego Politechniki Gdańskiej. W latach 1948–1951 doprowadził do rozbudowy Wydziału Chemicznego, a w 1945–1976 był organizatorem i kierownikiem Katedry (Zakładu) Chemii Nieorganicznej, w 1970–1974 dyrektorem Instytutu Chemii i Technologii Nieorganicznej, naczelnym redaktorem skryptów Działu Wydawniczego Politechniki Gdańskiej (Wydawnictw Uczelnianych) w 1954–1976 oraz redaktorem „Wiadomości Chemicznych”.
W 1948 był współorganizatorem oddziału gdańskiego Polskiego Towarzystwa Chemicznego. Należał również do Gdańskiego Towarzystwa Naukowego, Towarzystwa Przyrodników im. M. Kopernika, Stowarzyszenia Inżynierów i Techników Przemysłu Chemicznego.
Był prekursorem badań i twórcą polskiej szkoły naukowej związków krzemoorganicznych, zwłaszcza w związku z odkryciem dwóch nowych klas tych związków (trialkoksysilanotioli, tetraalkoksycyklodisilatianów). Autor oraz współautor 50 artykułów, 4 patentów otrzymywania pentachlorofenolu do sporządzania preparatów grzybobójczych, metody radiograwimetrycznego oznaczania potasu. Promotor 17 doktorów i doktoratu honoris causa Michaiła G. Voronkova na Politechnice Gdańskiej w 1975. W 2002 Rada Wydziału Chemicznego ustanowiła Medal imienia Profesora Włodzimierza Rodziewicza przyznawany za działalność dydaktyczną.
Został pochowany na gdańskim Cmentarzu Srebrzysko (rejon IX, kwatera profesorów, rząd 5, grób 18).

## Ordery i odznaczenia
- Złoty Krzyż Zasługi (1954)
- Krzyż Kawalerski Orderu Odrodzenia Polski (1960)
- Krzyż Oficerski Orderu Odrodzenia Polski (1970)
- Medal Komisji Edukacji Narodowej (1974)